# 木城レナ
木城 レナ（きじょう れな、1989年8月4日 - ）は、日本のストリッパー、ヌードモデル。

## 略歴
- 2009年12月1日 に東洋ショー劇場でストリップデビュー。
- 不定期で撮影会のヌードモデルとしても活躍している。

## 所属
- 劇場：東洋ショー劇場
- プロダクション：エルプロモーション